# Rally Shalymar de 1979
El Rally Shalymar de 1979, oficialmente 11.º Rally Shalymar, fue la undécima edición y la vigésimo primera ronda de la temporada 1979 del Campeonato de España de Rally. Se celebró del 1 al 2 de diciembre y contó con un recorrido de 150 km cronometrados.
La prueba fue dominada sin problemas por Jorge de Bagration que cerraba así la última prueba del campeonato nacional con una victoria. Su principal rival a la victoria Marc Etchebers, sufrió una salida de pista en la primera etapa quedando así sin apenas oposición. Los hermanos Villar, a los mandos de sendos Porsche, no pudieron con el ritmo de Bagration, que además tuvieron que vérselas con otros pilotos como Ignacio Rueda que acudió a la prueba con opciones al campeonato de Castilla. Aunque logró rodar en segunda posición abandonó en la tercera etapa dejando vía libre a Enrique Villar que obtuvo el segundo cajón del podio con solo 25 segundos de ventaja sobre Mariano Lacasa. En la cuarta plaza acabó José Antonio Huete que rodó cerca de Lacasa y la quinta posición inicialmente fue para Arturo de Onís pero apretó la caja de la dirección en un control horario y fue descalificado. Su posición fue para Fidel de la Peña que conseguía además el campeonato de Castilla. El otro hermano Villar, Ricardo, solo pudo ser séptimo tras penalizar en un control horario. De los noventa y dos equipos que tomaron la salida solo terminaron cincuenta.

## Clasificación final
| Pos. | Piloto             | Copiloto           | Automóvil           | Tiempo  | Diferencia |
| ---- | ------------------ | ------------------ | ------------------- | ------- | ---------- |
| 1.   | Jorge de Bagration | Nuria Llopis       | Lancia Stratos HF   | 1:21:48 | 0.0        |
| 2.   | Enrique Villar     | Luis Díaz          | Porsche 911 Carrera | 1:29:48 | +8:00      |
| 3.   | Mariano Lacasa     | Guillermo Barreras | Opel Kadett GT/E    | 1:30:13 | +8:25      |
| 4.   | José Antonio Huete | Paloma Ortiz       | SEAT 124-2000       | 1:30:53 | +9:05      |
| 5.   | Fidel de la Peña   | Pedro Martín       | Opel Kadett GT/E    | 1:33:08 | +11:20     |
| 6.   | José Miguel Rueda  | E. Martín          | Simca Rallye        | 1:33:13 | +11:25     |
| 7.   | Ricardo Villar     | Juani Díaz         | Porsche 911 Carrera | 1:33:18 | +11:30     |
| 8.   | «Correcaminos»     | «Barbasio»         | SEAT 124-1800       | 1:34:41 | +12:53     |
| 9.   | José Couret        | Silvia Meléndez    | SEAT 124-1800       | 1:36:32 | +14:44     |
| 10.  | Pablo Gómez        | Pedro Andicoetxea  | SEAT 124-1800       | 1:36:48 | +15:00     |